# Chiến tranh Lapland
Chiến tranh Lapland (Tiếng Phần Lan: Lapin sota) là một loạt các chiến sự giữa Phần Lan và Đức Quốc xã từ tháng 9 năm 1944 đến tháng 4 năm 1945, đã chiến đấu ở về phía bắc Phần Lan. Trong khi Phần Lan nhận thấy đây là một cuộc xung đột riêng biệt giống như những cuộc chiến tranh Tiếp tục, các lực lượng Đức được coi là hành động của họ là một phần của Chiến tranh thế giới thứ hai. Một đặc điểm của cuộc chiến là quân đội Phần Lan đã buộc phải giải giáp các lực lượng của họ trong khi tại cùng một thời gian chiến đấu với lực lượng quân đội Đức để lại Phần Lan. Quân Đức đã rút khỏi miền Bắc Phần Lan mà về Na Uy, và Phần Lan quản lý để duy trì lời hứa của nó được thực hiện dưới sự đình chiến Moskva, mặc dù cô vẫn chính thức vẫn có chiến tranh với hai đồng minh quyền hạn đó là Liên Xô và Anh Quốc, một chính phủ lưu vong ở London và lãnh địa thuộc Anh cho đến khi kết luận chính thức của cuộc Chiến tranh Tiếp tục đã được phê duyệt năm 1947 hiệp ước hòa bình Paris.
Cùng với Chiến tranh Mùa đông và Chiến tranh Tiếp diễn, đây là một trong ba cuộc chiến tranh của Phần Lan thời Chiến tranh thế giới thứ hai. Trong cuộc chiến, quân Đức đã thực hiện chiến thuật tiêu thổ gây thiệt hại nghiêm trọng cho miền Bắc Phần Lan. Thành phố Lapland bị phá hủy hoàn toàn.